# Грассе, Бернар (политик)
Бернар Грассе (фр. Bernard Grasset; род. 23 декабря 1933, Ла-Рошель, Приморская Шаранта) — французский политический и государственный деятель, депутат Национального собрания (1997—2002), мэр Ла-Рошели (2001—2014).

## Биография
Родился 23 декабря 1933 года в Ла-Рошели, департамент Приморская Шаранта, Франция.
После окончания обучения Грассе начал карьеру государственного служащего в администрации департамента Верхние Альпы. Спустя некоторое время он был назначен префектом департамента Приморская Шаранта. Он также занимал должности префекта департаментов Иль и Вилен, Финистер и Бретань, после чего ненадолго отошёл от государственной службы.
На парламентских выборах 1997 года Грассе был избран депутатом Национального собрания Франции от 2-го избирательного округа департамента Приморской Шаранты. В годы службы в Национальном собрании Грассе входил в состав Комитета по национальной обороне и вооружённым силам. В 2002 году Грассе принял решение не выдвигать свою кандидатуру на очередных парламентских выборах, покинув депутатский пост 18 июня того же года.
19 марта 2001 года Грассе вступил в должность мэра своего родного города Ла-Рошель. Ему удалось несколько раз переизбраться на этот пост, а 5 апреля 2014 года он оставил должность главы городской администрации.